# Blatná
Blatná este o arie protejată (arie specială de conservare — SAC, sit de importanță comunitară — SCI) din Republica Cehă întinsă pe o suprafață de 44,16 ha, integral pe uscat.

## Localizare
Centrul sitului Blatná este situat la coordonatele 49°25′30″N 13°52′28″E / 49.425°N 13.874444°E.

## Înființare
Situl Blatná a fost declarat sit de importanță comunitară în aprilie 2005 pentru a proteja 1 specie de animale. Situl a fost protejat și ca arie specială de conservare în ianuarie 2014.

## Biodiversitate
Situată în ecoregiunea continentală, aria protejată nu include niciun habitat protejat.
La baza desemnării sitului se află o specie protejată de  nevertebrate: Osmoderma eremita.